# ニュートン郡 (ミシシッピ州)
ニュートン郡（英: Newton County）は、アメリカ合衆国ミシシッピ州の中央部に位置する郡である。2010年国勢調査での人口は21,720人であり、2000年の21,838人から0.5%減少した。郡庁所在地はディケーター町（人口1,841人）であり、同郡で人口最大の都市はニュートン市（人口3,373人）である。

## 歴史
ニュートン郡は1836年に設立された。1896年のニュートン郡史を含めあらゆる史料に拠れば、郡名はアイザック・ニュートン卿に因んで名付けられたとされている。
ニュートン郡はジャスパー郡と隣接しており、ジャスパー郡はアメリカ独立戦争中1779年のサバンナ包囲戦の英雄ウィリアム・ジャスパー軍曹に因んで名付けられている。ジョン・ニュートン軍曹もジャスパーと似たような経歴の軍人である。1800年代初期、多くの地名がこの二人に因んで名付けられた。ジョージア州、インディアナ州、ミズーリ州、テキサス州の4州では、ジャスパー郡とニュートン郡が隣接している。イリノイ州とアイオワ州にあるジャスパー郡は郡庁所在地がニュートンと名付けられている。アーカンソー州ではニュートン郡の郡庁所在地がジャスパーである。二人の名前が並列される場合が多いことは、ジャスパー軍曹とニュートン軍曹の話が広く知られ、これらの郡が設立された時に互いに関連付けられたことを示している。

## 地理
アメリカ合衆国国勢調査局に拠れば、郡域全面積は579.58平方マイル (1,501.1 km2)であり、このうち陸地578.03平方マイル (1,497.1 km2)、水域は1.55平方マイル (4.0 km2)で水域率は0.27%である。

### 主要高規格道路
- 州間高速道路20号線
- アメリカ国道80号線
- ミシシッピ州道15号線

### 隣接する郡
- ネショバ郡 - 北
- ローダーデール郡 - 東
- ジャスパー郡 - 南
- スコット郡 - 西

### 国立保護地域
- ビーンビル国立の森（部分）

## 人口動態
以下は2000年の国勢調査による人口統計データである。
| 基礎データ - 人口: 21,838人 - 世帯数: 8,221 世帯 - 家族数: 6,001 家族 - 人口密度: 15人/km2（38人/mi2） - 住居数: 9,259軒 - 住居密度: 6軒/km2（16軒/mi2） 人種別人口構成 - 白人: 65.01% - アフリカン・アメリカン: 30.37% - ネイティブ・アメリカン: 3.68% - アジア人: 0.18% - その他の人種: 0.33% - 混血: 0.44% - ヒスパニック・ラテン系: 0.91% | 年齢別人口構成 - 18歳未満: 26.2% - 18-24歳: 11.2% - 25-44歳: 26.0% - 45-64歳: 21.7% - 65歳以上: 14.9% - 年齢の中央値: 35歳 - 性比（女性100人あたり男性の人口） - 総人口: 92.4 - 18歳以上: 88.7 世帯と家族（対世帯数） - 18歳未満の子供がいる: 33.5% - 結婚・同居している夫婦: 53.0% - 未婚・離婚・死別女性が世帯主: 16.0% - 非家族世帯: 27.0% - 単身世帯: 24.6% - 65歳以上の老人1人暮らし: 11.6% - 平均構成人数 - 世帯: 2.57人 - 家族: 3.04人 | 収入と家計 - 収入の中央値 - 世帯: 28,735米ドル - 家族: 34,606米ドル - 性別 - 男性: 27,820米ドル - 女性: 20,757米ドル - 人口1人あたり収入: 14,008米ドル - 貧困線以下 - 対人口: 19.9% - 対家族数: 16.4% - 18歳未満: 26.3% - 65歳以上: 21.7% |

## 都市と町

### 都市
- ニュートン

### 町
- チャンキー
- ディケーター - 郡庁所在地
- ヒッコリー
- レイク（大半はスコット郡）
- ユニオン（一部はネショバ郡）

### 国勢調査指定地域
- コーンハッタ

### 未編入の町
- シーダーグローブ
- ダフィー
- ローレンス
- リトルロック